# Club Deportivo Huracán de Balazote
El Club Deportivo Huracán de Balazote es un equipo de fútbol español localizado en Balazote, Albacete, en la comunidad autónoma de Castilla-La Mancha. Refundado en el año 2007, disputa sus partidos en el Estadio Municipal de Balazote, con una capacidad de 500 espectadores. Actualmente participa en la categoría de Tercera Federación (Grupo XVIII), siendo la tercera temporada que compite en categoría nacional. 

## Temporadas
| Temporada | División              | Posición | Copa del Rey |
| --------- | --------------------- | -------- | ------------ |
| 2007/08   | 2ª Autonómica         | 10º      |              |
| 2008/09   | 2ª Autonómica         | 7º       |              |
| 2009/10   | 2ª Autonómica         | 1º       |              |
| 2010/11   | 1ª Autonómica         | 5º       |              |
| 2011/12   | 1ª Autonómica         | 4º       |              |
| 2012/13   | 1ª Autonómica         | 10º      |              |
| 2013/14   | 1ª Autonómica         | 4º       |              |
| 2014/15   | 1ª Autonómica         | 2º       |              |
| 2015/16   | Preferente Autonómica | 14º      |              |
| 2016/17   | Preferente Autonómica | 5º       |              |
| 2017/18   | Preferente Autonómica | 5º       |              |
| 2018/19   | Preferente Autonómica | 3º       |              |
| 2019/20   | Preferente Autonómica | 2º       |              |
| 2020/21   | 3.ª                   | 11º      |              |
| 2021/22   | 3ª Federación         | 14º      |              |
| 2022/23   | Preferente Autonómica | 2º       |              |
| 2023/24   | 3ª Federación         |          |              |

## Palmarés

### Campeonatos regionales
- Segunda Regional de Castilla-La Mancha (1): 2009-10 (Grupo 1)[1]
- Subcampeón de la Regional Preferente de Castilla-La Mancha (2): 2019-20 (Grupo 1) y 2022-23 (Grupo 1).[1]
- Subcampeón de la Primera Regional de Castilla-La Mancha (1): 2014-15 (Grupo 1).[1]

### Trofeos amistosos
- Trofeo Ciudad de Tomelloso (1): 2020.[5]